# 锡伊昂古费恩
锡伊昂古费恩（法語：Silly-en-Gouffern，法語發音：[siji ɑ̃ ɡufɛʁn]）是法国奥恩省的一个旧市镇，位于该省中部偏北，属于阿让唐区。2017年1月1日，锡伊昂古费恩和相邻的另外13个市镇合并为新市镇欧日地区古费恩（Gouffern-en-Auge），锡伊昂古费恩为政府驻地。

## 地理
锡伊昂古费恩（48°45'18"N, 0°4'10"E）面积39.83 平方千米，位于法国诺曼底大区奧恩省，该省份为法国西北部内陆省份，北起顺时针与卡爾瓦多斯省、厄尔省、厄尔-卢瓦省、萨尔特省、马耶讷省和芒什省接壤。
与锡伊昂古费恩接壤的市镇（或旧市镇、城区）包括：维勒迪约莱巴约勒、欧努勒福孔、于鲁和克雷讷、阿尔默内什、欧布里昂内姆、巴约勒、圣莱奥纳尔堡、拉科谢尔、奥卡涅、勒潘欧阿拉、赛镇、塞维尼、迪沃河畔图尔奈。
锡伊昂古费恩的时区为UTC+01:00、UTC+02:00（夏令时）。

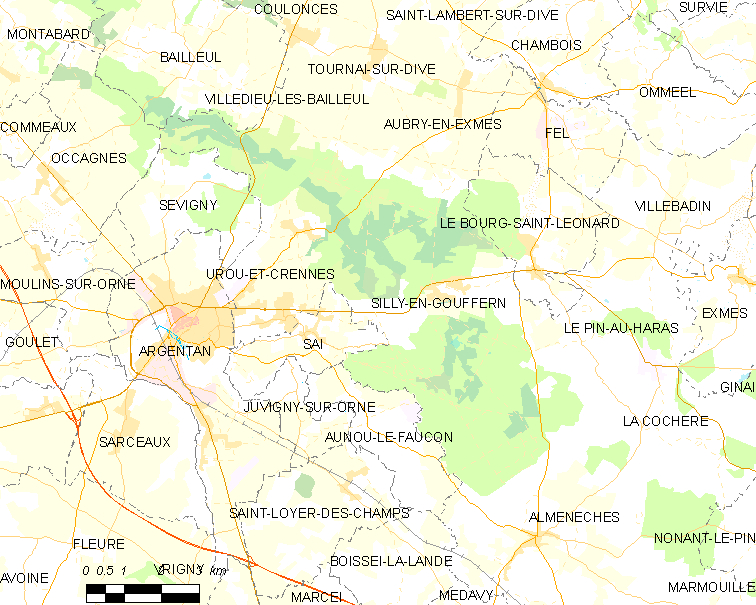
锡伊昂古费恩的OSM定位图

## 行政
锡伊昂古费恩的邮政编码为61310，INSEE市镇编码为61474。

## 政治
锡伊昂古费恩所属的省级选区为阿让唐第二县。

## 人口

1962-2008年间锡伊昂古费恩人口变化图示

锡伊昂古费恩于2018年1月1日时的人口数量为398人。